# Steel Storm
Steel Storm — это игра, разработанная независимым разработчиком Kot-in-Action Creative Artel и использующая свободное программное обеспечение, игровой движок DarkPlaces, Игра выпущена под платформы Linux, Mac OS X, и Microsoft Windows. Игра разделена на два эпизода, из которых Эпизод 1 распространяется бесплатно,, а Эпизод 2 будет коммерческим продуктом.
Игра Steel Storm была в разработке с 2008 года, и бета версия Эпизода 1 была выпущена в Сентябре 2010 года. С момента выпуска игра была оценена положительно, и имеет высокий рейтинг (4 звезды из 5) на The Linux Game Tome.